# Prezydenci Rybnika
Prezydent Miasta Rybnika jest organem wykonawczym, wybieranym na 5-letnią (do 2018 r. 4-letnią) kadencję w wyborach bezpośrednich. Najważniejsze stanowisko we władzach Rybnika było na przestrzeni lat różnie nazywane: początkowo nazywani byli Burmistrzami (nieznane są jednak początkowe określenia). Na początku lat 70. XX w. nadano określenie prezydent miasta, które jest w użyciu do dziś.

## Burmistrzowie Rybnika
- Jan Nowak (1725–1730)
- Jan Martulik (1730–1736)
- Krzysztof Damczyk (1736–1739)
- Matusz Musiol (1739–1740)
- Bernhard Jan Nepotesser (1740–1749)
- Jan Madeyczyk (1749–1751)
- Fellner (1751–1754)
- Michał Sollorz (1754–1764)
- Fellner (1764–1773)
- Limberski (1773–1775)
- Kutzera (1775–1778)
- Jan Belling (1778–1799)
- Karl August von Luck (1799–1807)
- Wintgen (1807–1809)
- Antoni Żelazko (1809–1837)
- Karol Utrecht (1837–1842)
- Alojzy Preuss (1842–1848)
- Jan Gruchel (1848–1851)
- Ferdynand Fritze (1851–1857)
- Jan Gruchel (1857–1867)
- Robert Fuchs (1867–1890)
- Otto Günther (1891–1916)
- Hans Lukaschek (1916–1918)
- Karol Kremser (1918–1921)
- Władysław Weber (1921–1939) – II Rzeczpospolita
- Karl Sladky (1939) – II wojna światowa
- Fritz Reimann (1939–1940) – II wojna światowa
- Wilhelm Hein (1940–1941) – II wojna światowa
- Mielke (1941–1945) – II wojna światowa
- Władysław Weber (1945–1950) – Polska Rzeczpospolita Ludowa
- Sabina Dobek (1950–1952) – Polska Rzeczpospolita Ludowa
- Paweł Zientek (1952–1971) – Polska Rzeczpospolita Ludowa

## Prezydenci Rybnika
- Maksymilian Miłek (1971–1973) – Polska Rzeczpospolita Ludowa
- Tadeusz Meisner (1973–1978) – Polska Rzeczpospolita Ludowa
- Eugeniusz Szymik (1978–1990) – Polska Rzeczpospolita Ludowa/III Rzeczpospolita
- Józef Makosz (1990–1998) – III Rzeczpospolita
- Adam Fudali (1998–2014) – III Rzeczpospolita
- Piotr Kuczera (2014– obecnie urzęduje)